# Mobilna bežična senzor mreža
Mobilna bežična senzor mreža (MBSM)  se jednostavno može definisati kao bežične senzorske mreže (BSM) u kojima su senzor čvorovi mobilni. Mobilne bežične senzor mreže su manje, javljaju polje istraživanja za razliku od svojih dobro uspostavljenih prethodnika.
MBSM su mnogo praktičnije od statičkih senzorkih mreža jer mogu biti raspoređeni u bilo kom scenariju i nose se sa brzim promenama topologije. Međutim, mnoge od njihovih prijava su slični, kao što su nadgledanje životne sredine i nadzor. Obično, čvorovi se sastoje od radio predajnika i mikrokontrolera pokrenut na baterije, kao neku vrstu senzora za detektovanje svetlosti, toplota, vlažnost, temperatura, itd.

## Izazovi
Uopšteno govoreći, postoje dva seta izazova u MBSM; hardver i životna sredina. Glavna hardverska ograničenja su ograničene energije baterije i niske zahteve troškova. Ograničena moć znači da je bitno za čvorove da bude energetski efikasan. Cene ograničenja često zahtevaju niske kompleksnosti algoritama za jednostavnijim mikrokontrolerima i upotrebe samo elementarnog radia.
Glavni faktori životne sredine su zajednički medijum i različite topologije. Zajednički medijum nalaže da kanal pristupa mora biti regulisano na neki način. To se često radi pomoću srednje kontrola pristupa šemu, kao što je višestruki pristup za osluškivanjem nosioca , frekvencije višestruki pristup sa raspodelom ili kodno višestruko raspodeljivanje. Određena topologija mreže potiče od mobilnosti čvorova, što znači da multihop staze od senzora do lavaboa nisu stabilne.

## Standardi
Trenutno ne postoje standardi za MBSM, tako da često protokoli od MANETa su pozajmili, kao što je asocijativno-osnovna ruta, na zahtev vektor rastojanja rute, dinamičko rutiranje izvora DSR i pohlepan obim rute (GPSR). MANET protokoli su poželjni jer su sposobni da rade u mobilnim okruženjima, dok VSN protokoli često nisu pogodni.

## Topologija
Izbor topologije igra važnu ulogu u rutiranju, jer topologija mreže odlučuje za put prenosa paketa podataka da dostigne odgovarajuću destinaciju. Ovde, sve topologije (Stan / Nestruktuiran, klastera, drvo, lanac i hibrid topologija) nisu moguće za pouzdan prenos podataka na senzor čvorova mobilnosti. Umesto jedinstvenog topologije, hibrid topologije igra važnu ulogu u prikupljanju podataka, a učinak je dobro. Šeme za upravljanje hibrid topologije uključuju klasterovo nezavisno drvo za prikupljanje podataka i brzine energetske efikasnosti i linkovno svesno klasterovo drvo,  oba su predloženi za mobilne bežične senzorske mreže.

## Rutiranje
Pošto ne postoji fiksna topologija u ovim mrežama, jedan od najvećih izazova je rutiranje podataka od izvora do odredišta. Uglavnom ovi protokoli rutiranja izvlače inspiraciju iz dva polja; BSM i mobilni ad hoc mreže (MANETs). BM protokoli rutiranja obezbeđuju potrebnu funkcionalnost, ali ne može da izdrži visoke frekvencije topologije promena.S druge strane, Mane rutiranje protokoli mogu nositi sa mobilnosti u mreži, ali su dizajnirani za dvosmernu komunikaciju, što u senzorske mreže često nije potrebna. 
Protokoli dizajnirani posebno za MBSM su skoro uvek multihop i ponekad adaptacije postojećih protokola. Na primer, dinamički izvor usmerenja,  je adaptacija mrežnog protokola bežičnog dinamički usmerenog izvora za MBSM. ADSR koristi informacije o lokaciji za rad kroz ugao između čvora koje namerava da prenese, potencijalne prosleđivanje čvorova i lavabo. Ovo se onda koristi da osigura da se paketi uvek prosleđuju ka sudoperi. Također, Lov Energi adaptivna hijerarhija protokola za BSM je prilagođena Leach-M  za MBSM. Glavni problem sa hijerarhijskim protokola je da mobilni čvorovi su skloni da često prebacuju između klastera, što može izazvati velike količine iznad glave od čvorova koji imaju redovno ponovo družiti se sa različitim klaster glave.
Još jedna popularna rutiranje tehnika je da se koriste informacije o lokaciji iz GPS modula vezan sa čvorovima. To se može videti u protokolima kao što su ruting na zoni,, koji definiše klastere geografski i koristi informacije o lokaciji da drži čvorove ažuriranim sa klasterima koji su u njima. Poređenja radi, geografsko oportunističko rutiranje  je ravan protokol koji deli mrežnu oblast u mreže, a zatim koristi informacije o lokaciji na oportunistički unapredi podatke koliko je to moguće u svakom hopu.
Višestazni protokoli obezbeđuju jasan mehanizam za usmeravanje i stoga izgleda kao obećavajući pravac za MBSM protokole rutiranja. Jedan takav protokol predstavlja upit zasnovan na DCBM. 
Nadalje, Robust Ad-hoc Sensor Routing (RASeR) i Location Aware Sensor Routing (LASeR) su dva protokola koji su posebno dizajnirani za MBSM primene velike brzine, poput onih koja obuhvataju UAV. Obojica koriste višestruko rutiranje, koji je olakšano tehnikom & # 39; slepim prosleđivanjem & # 39.Slepo prosleđivanje jednostavno omogućava predajnom čvoru da emituje paket svojim susedima, to je onda odgovornost prijemnom čvorovu da odluči da li treba da prosledi paket ili baci. Odluka o tome da li da se prosledi paket ili ne vrši pomoću mreže širom gradient pokazatelja, tako da su vrednosti slanja i primanja čvorovi u odnosu na koja je bliže sudoperu. Ključna razlika između RASER i laser je na način na koji su zadržali svoje gradient pokazatelje; RASER koristi redovno prenos malih beacon paketa, u kojoj čvorovi emituju svoj trenutni nagib. Dok, laser se oslanja na iskoristivši geografske informacije lokaciju koja je već prisutna na mobilnom senzora čvora, što je verovatno slučaj u mnogim aplikacijama.

## Srednja kontrola pristupa
Postoje tri vrste tehnike srednje kontrole pritupa : na osnovu vremenske podele, podele frekvencija i podele koda. Zbog relativne lakoće primene, najčešći izbor MACa je vreme podela na bazi, u tesnoj vezi sa popularnom CSMA / CA MAC. Velika većina protokola MACa koje su dizajnirane sa MBSM na umu, prilagođeni su iz postojećih BSM Centrima i fokusirati se na malu potrošnju energije, šeme duti-ciklus. srednje kontrole pristupa: na osnovu Time Division, podele frekvencija i kod podele. Zbog relativnom lakoćom primene, najčešći izbor MAC je vreme podela na bazi, u tesnoj vezi sa popularnom CSMA / CA MAC. Velika većina protokola MAC koje su dizajnirane sa MVSNs na umu, prilagođeni su iz postojećih VSN Centrima i fokusirati se na malu potrošnju energije, šeme obaznog ciklusa.

## Validacija
Protokoli projektovani za MBSM obično se proveravaju upotrebom bilo analitički, simulacijom i eksperimentalnim rezultatima. Detaljni analitički rezultati su matematički u prirodi i može da obezbedi dobre aproksimacije protokola ponašanja. Simulacije se može obaviti pomoću softvera kao što su opnet, NetSim i NS2 i najčešći metod validacije. Simulacija može da obezbedi bliske aproksimacije u realnom ponašanju protokola pod raznim scenarijima. Fizički eksperimenti su najskuplji za obavljanje i, za razliku od druga dva načina, bez pretpostavke treba da bude. To je najpouzdaniji oblik informacija, prilikom određivanja kako će protokol obavljati pod određenim uslovima.

## Aplikacije
Prednost dozvoljavajući senzorima da budu mobilne povećava broj prijava iza onih za koje se koriste statičke MBSM. Senzori mogu biti vezani za veliki broj platformi::
- Ljudi
- Životinje
- Automobili
- Bezmotorna vozila
- Vozila sa ljudskim kadrom

Da bi okarakterisao zahteve aplikacije, ona se mogu kategorizovati kao bilo stalno nadgledanje, praćenje događaja, stalno mapiranje ili mapiranje događaja. Konstantni tip aplikacije su vremenski ograničeni i onda podaci se generišu periodično, a tip događaja prijave događaj disk i tako podaci se generiše samo kada dođe do događaja. Prijave za nadgledanje se stalno rade tokom određenog vremenskog perioda, dok ucrtavaju aplikacije su obično raspoređeni jednom u cilju procene trenutnog stanja nekog fenomena. Primeri primene uključuju zdravstveno nadgledanje, što može uključivati rad srca, krvni pritisak itd. Ovo može biti konstantno, u slučaju pacijenta u bolnici, ili događaja gde se odvezao u slučaju nosivog senzora koji automatski izveštava svoju lokaciju na hitne pomoći timu u slučaju nužde. Životinje mogu da imaju senzore koji su im pridodati da prate njihove pokrete za migracije obrascima, navike u ishrani ili druge istraživačke svrhe. Senzori mogu takođe biti vezan za bespilotna letelicaom za mapiranje nadzor ili okoline. U slučaju autonomne UAV pomagao traganja i spašavanja, to će se smatrati ya događaj mapiranja aplikacije, jer su UAV raspoređeni na traženje površinu, ali će prenositi samo podatke kad je pronađen osoba.

## Literatura
- Kiran Maraiya, Kamal Kant, Nitin Gupta (април 2011). „Wireless Sensor Network: A Review on Data Aggregation”. International Journal of Scientific & Engineering Research. 2 (4).
- Chalermek Intanagonwiwat, Deborah Estrin, Ramesh Govindan, John Heidemann, "Impact of Network Density on Data Aggregation in Wireless SensorNetworks," November 4, 2001.

## Spoljašnje veze
- -author= -
- -author= -